# Міжнародний фестиваль анімаційних фільмів в Ансі
Міжнародний фестиваль анімаційних фільмів в Ансі (фр. Festival International du Film d'Animation d'Annecy), що було створено у 1960 році, проходить на початку червня в місті Ансі, Франція.

## Історія
Спочатку фестиваль відбувався кожний другий рік, але став щорічним у 1998. Це один з чотирьох міжнародних фестивалів анімаційних фільмів, які спонсує Міжнародна асоціація анімаційного кіно (Association d'International du Film d'Animation або АСІФА).
У конкурсі фестивалю беруть участь мультфільми, виготовлені за різними технологіями (анімація малюнків, вирізаного паперу, пластиліну тощо) і згруповані за такими категоріями:
- повнометражні фільми
- короткометражні фільми
- фільми, виготовлені для телебачення та реклами
- студентські фільми
- фільми виготовлені для Інтернет (з 2002).

Під час фестивалю, на додаток до демонстрації конкурсних фільмів у кінотеатрах міста, проводяться нічні оупен-ейр покази у розташованому в центрі міста парку Pâquier на березі озера в оточенні гір. На велетенському екрані демонструються, згідно з темою фестивалю, класичні або нові фільми. У 2003 році це були фільми Стіна Пінк Флойд (Pink Floyd The Wall) та Corto Maltese, а у 2000 — Південний Парк (South Park). Переможців фестивалю оголошують в суботу ввечері.

## Призи за короткометражні фільми
- 1960 — Lev a písnička (Гран-прі)
- 1962 — The Flying Man (Гран-прі)
- 1963 — Spatne namalovaná slepice (Гран-прі)
- 1965 — La demoiselle et le violoncelliste (Гран-прі)
- 1967 — Arès contre Atlas (Гран-прі)
- 1967 — Klatki (Гран-прі)
- 1967 — Krotitelj divljih konja (Гран-прі)
- 1967 — The Breath (Гран-прі)
- 1971 — Apel (Гран-прі)
- 1971 — Nevesta (Гран-прі)
- 1971 — The Further Adventures of Uncle Sam (Гран-прі)
- 1973 — Frank Film (Гран-прі)
- 1975 — Le Pas (Гран-прі)
- 1977 — David (Гран-прі)
- 1977 — Le château de sable (Гран-прі)
- 1979 — Afterlife (Гран-прі)
- 1979 — Mr. Pascal (Гран-прі)
- 1981 — Tango (Гран-прі)
- 1983 — Moznosti dialogu (Гран-прі)
- 1985 — Een griekse tragedie (Гран-прі)
- 1987 — L'homme qui plantait des arbres (Гран-прі)
- 1987 — Смачкан свят (Гран-прі)
- 1989 — The Hill Farm (Гран-прі)
- 1993 — Le Fleuve aux grandes eaux (Гран-прі)
- 1995 — Switchcraft (Гран-прі за короткометражний фільм)
- 1997 — La Vieille Dame et les Pigeons (Гран-прі за короткометражний фільм)
- 1998 — Nachtvlinders (Гран-прі за короткометражний фільм)
- 1999 — When the Day Breaks (Гран-прі за короткометражний фільм)
- 2000 — Старик и море (Гран-прі за короткометражний фільм)
- 2001 — Father and Daughter (Гран-прі за короткометражний фільм)
- 2002 — Barcode (Гран-прі за короткометражний фільм)
- 2003 — Atama Yama (Кришталь Ансі)
- 2004 — Lorenzo (Кришталь Ансі)
- 2005 — The Mysterious Geographic Explorations of Jasper Morello (Кришталь Ансі)
- 2007 — Peter & the Wolf (Кришталь Ансі)
- 2008 — Дім із маленьких кубиків (La maison en petits cubes) (Кришталь Ансі), режисер Като Куніо
- 2009 — Раби (Slavar) (Кришталь Ансі), режисери Ханна Хейльборн, Девід Аронович
- 2010 — Загублена річ (The Lost Thing) (Кришталь Ансі), режисери Ендрю Руеманн, Шон Тан
- 2011 — Пікселі (Pixels), режисер Патрік Жан

## Призи за повнометражні фільми
- 1995 — Heisei tanuki gassen Pompoko (Гран-прі за повнометражний фільм)
- 1997 — James and the Giant Peach (Гран-прі за повнометражний фільм)
- 1998 — I Married a Strange Person (Гран-прі за повнометражний фільм)
- 1999 — Kirikou et la sorcière (Гран-прі за повнометражний фільм)
- 2001 — Mutant Aliens (Гран-прі за повнометражний фільм)
- 2002 — Mari Iyagi (Гран-прі за повнометражний фільм)
- 2003 — My Life as McDull (Кришталь за повнометражний фільм)
- 2004 — Oseam (Кришталь за повнометражний фільм)
- 2005 — Nyócker ! (Кришталь за повнометражний фільм)
- 2006 — Renaissance (Кришталь за повнометражний фільм)
- 2007 — Slipp Jimmy Fri (Кришталь за повнометражний фільм)
- 2008 — Sita Sings The Blues (Кришталь за повнометражний фільм)
- 2009 — Кораліна у світі кошмарів (Coraline) та Мері та Макс (Mary and Max)
- 2010 — Незрівнянний містер Фокс (Fantastic Mr. Fox) (Кришталь за повнометражний фільм)
- 2011 — Кіт рабина (Le Chat du Rabbin) (Кришталь за повнометражний фільм)

## Фільми, зроблені для телебачення
- 1995 — Insektors: Le pont de la Konkorde
- 1997 — Famous Fred
- 1998 — Die Hard
- 2000 — Angela Anaconda: Les Brise-glace
- 2002 — Hamilton Mattress
- 2003 — Verte
- 2004 — Creature Comforts «Cats or Dogs?»
- 2005 — Peppa Pig «Mummy Pig at Work»
- 2006 — Pocoyo «A Little Something Between Friends»
- 2007 — Shaun the Sheep «Still Life»
- 2008 — Moot Moot «L'enfer de la mode»
- 2009 — Log Jam
- 2010 — Маленький хлопчик та чудовисько (Der Kleine und das Biest)
- 2011 — Дивовижний світ Ґамбола: У пошуках пригод (The Amazing World of Gumball «The Quest»)